# Елиан (узурпатор)
Вижте пояснителната страница за други личности с името Елиан.
Елиан (на латински: Aelianus) e вожд на селските багауди в Галия, узурпатор (285 – 286) през началото на управлението на Диоклециан.
През 285 император Карин е победен от Диоклециан. Това използват недоволните галски селяни багауди (Bagauden) в Галия и Испания за въстание. Аманд, един от техните вождове, се провъзглася за император и номинира Елиан за сърегент. Диоклециан изпраща цезар Максимиан Херкулий в Галия, където заедно с Караузий потушава въстанието.
Следващата година Караузий въстава в Британия.